# پارته
پارته (به ایتالیایی: Parete) یک کومونه در ایتالیا است که در استان کسرتا واقع شده‌است. پارته ۵٫۷ کیلومتر مربع مساحت و ۱۰٬۵۹۷ نفر جمعیت دارد و ۷۰ متر بالاتر از سطح دریا واقع شده‌است.